# 원시 틴에이저
《원시 틴에이저》(영어: Encino Man, 일부 지역에서는 영어: California Man)는 미국에서 제작된 레스 메이필드 감독의 1992년 코미디 영화이다. 숀 애스틴, 브렌던 프레이저 등이 출연하였고, 조지 절룸 등이 제작에 참여하였다.
1996년 속편 텔레비전 영화 《캘리포니아 여자》(Encino Woman)가 ABC에서 방영되었다.

## 출연진
- 숀 애스틴
- 브렌던 프레이저
- 폴리 쇼어
- 메건 워드
- 매리엣 하틀리
- 리처드 매서
- 마이클 덜루이즈
- 로빈 터니
- 릭 두커먼
- 패트릭 밴혼
- 돌턴 제임스
- 키 후이 콴
- 로즈 맥가윈
- 미콜 브리아나 화이트
- 잔드라 헤스
- 에릭 아바리

## 기타 제작진
- 배역: 캐슬린 러테리
- 미술: 제임스 앨런
- 세트: 셰럴 카니
- 의상: 마리 프랜스

## 우리말 녹음
KBS 성우진 (1996년 3월 23일)
“원시인간 대소동”이라는 제목으로 방영되었다.
- 강수진 - 데이브 (숀 애스틴)
- 이재용 - 스토니 (폴리 쇼어)
- 서문석 - 링크 (브렌던 프레이저)
- 남궁윤
- 한수경
- 강미형
- 유해무
- 박규웅
- 함수정
- 김은아
- 구자형
- 손선근
- 오인성

## 같이 보기
- 아이스맨 (1984년 영화)